# Hutton Gibson
Hutton Peter Gibson, född 26 augusti 1918 i Peekskill, Westchester County, New York, död 11 maj 2020 i Thousand Oaks, Kalifornien, var en amerikansk författare om sedevakantism, veteran från andra världskriget, 1968 års stormästare i Jeopardy! och far till 11 barn, varav två är skådespelarna Mel Gibson och Donal Gibson.
Gibson är en uttalad kritiker av både Romersk-katolska kyrkan efter Andra Vatikankonciliet och de romersk-katolska traditionalister, som Sankt Pius X:s prästbrödraskap, som inte bekänner sig till sedevakantism. Gibson förespråkar också diverse konspirationsteorier. I en intervju 2003 ifrågasatte han hur nazisterna kunde ha gjort sig av med sex miljoner kroppar under Förintelsen och hävdade att 11 september-attackerna utfördes genom fjärrstyrning. Han har också citerats säga att Andra Vatikankonciliet var "en frimurerisk komplott stödd av judar".